# Andreas Beikirch
Andreas Beikirch, född den 29 mars 1970 i Hilden, är en tysk tidigare tävlingscyklist som främst hade framgångar på bana, där han blev juniorvärldsmästare i poänglopp 1988, europamästare i madison 2003 (tillsammans med Andreas Kappes) och vann fyra sexdagarslopp

## Meriter – landsväg
| 1997 5:a i Nationale Sluitingsprijs 1998 2:a i Nationale Sluitingsprijs 4:a i Continentale Classic 1999 Vinnare av etapp 3 i Niedersachsen Rundfahrt Vinnare av etapp 1 i GP Cycliste de Beauce | 2001 3:a i Continentale Classic 2002 7:a i Ronde van Noord-Holland |

## Meriter – bana
| 1988 Juniorvärldsmästare i poänglopp 2003 Europamästare i madison med Andreas Kappes | 1990 Vinnare av Nouméas sexdagars med Frank Kühn 1999 3:a i Dortmunds sexdagars med Jimmi Madsen 2001 2:a i Berlins sexdagars med Andreas Kappes 2:a i Zürichs sexdagars med Niki Aebersold och Jimmi Madsen 3:a i Dortmunds sexdagars med Andreas Kappes 2002 Vinnare av Dortmunds sexdagars med Andreas Kappes 3:a i Berlins sexdagars med Andreas Kappes 3:a i Münchens sexdagars med Andreas Kappes 3:a i Stuttgarts sexdagars med Gerd Dörich 2003 2:a i Bremens sexdagars med Andreas Kappes 2:a i Stuttgarts sexdagars med Andreas Kappes 2:a i Dortmunds sexdagars med Andreas Kappes 3:a i Berlins sexdagars med Andreas Kappes 3:a i Münchens sexdagars med Andreas Kappes 2004 Vinnare av Stuttgarts sexdagars med Andreas Kappes och Gerd Dörich 2:a i Gents sexdagars med Iljo Keisse 3:a i Bremens sexdagars med Andreas Kappes 3:a i Berlins sexdagars med Andreas Kappes 3:a i Dortmunds sexdagars med Andreas Kappes 3:a i Münchens sexdagars med Andreas Kappes 2005 Vinnare av Bremens sexdagars med Robert Bartko 2:a i Stuttgarts sexdagars med Andreas Kappes och Gerd Dörich 3:a i Dortmunds sexdagars med Robert Bartko 3:a i Gents sexdagars med Kurt Betschart 2006 3:a i Rotterdams sexdagars med Robert Bartko 3:a i Bremens sexdagars med Robert Bartko 3:a i Dortmunds sexdagars med Danny Stam 2007 2:a i Berlins sexdagars med Robert Bartko 3:a i Zuidlarens sexdagars med Aart Vierhouten 3:a i Dortmunds sexdagars med Robert Bartko 2008 3:a i Dortmunds sexdagars med Robert Bartko 3:a i Stuttgarts sexdagars med Gerd Dörich och Erik Mohs 3:a i Gents sexdagars med Kenny De Ketele |